# Oruva
Die AB Oruva war ein Unternehmen in der Rajongemeinde Mažeikiai, Litauen.
Neben Verdichtern wurden Dieselmotoren und Thermoschutz-Relais hergestellt.  Die ehemalige Kompressorenfabrik wurde insolvent.

## Geschichte
Das Werk wurde 1965 in Sowjetunion (Sowjetlitauen) gegründet, um die Kompressoren herzustellen. Am 29. Dezember 1990 wurde der Betrieb zu Mažeikių valstybinė įmonė „Oruva“. Vom 26. März 1994 bis zum 31. März 2005 gab es  Akcinė bendrovė „Oruva“. Der Staatsbetrieb wurde privatisiert. Oruva arbeitete mit dem deutschen Konzern Deutz AG zusammen. 2000 gab es 1.569 Mitarbeiter bei AB Oruva. Das Unternehmen wurde insolvent.